# Horst-Günter Gregor
Horst-Günter Gregor (Elbing, 24 luglio 1938 – Lipsia, 25 aprile 1995) è stato un nuotatore tedesco orientale.

## Carriera
Specializzato nella farfalla, conquistò tre medaglie, entrambe d'argento, ai Giochi Olimpici.

## Palmarès
- Giochi olimpici estivi

Tokyo 1964: argento nella 4x100m sl e nella 4x100m misti.
Città del Messico 1968: argento nella 4x100m misti.
- Europei

Lipsia 1962: oro nella 4x100m misti.
Utrecht 1966: oro nella 4x100m sl, argento nella 4x100m misti, nella 4x100m sl e nei 200m farfalla.